# 克氏真唇脂鯉
克氏真唇脂鯉（学名：Semaprochilodus kneri）為輻鰭魚綱脂鯉目脂鯉亞目鯪脂鯉科的其中一個種，分布於南美洲奧里諾科河流域，體長可達28公分，棲息在底中層水域，生活習性不明。